# 레캉
레캉(黎康, ? ~ ?년 2월 2일)은 베트남 후 레 왕조의 개국황제인 태조의 조카이자 레 영종의 고조부이다.
레캉의 부친은 레쯔로 그 외의 행적은 전해지지 않고 형제인 여괴(黎魁)와 마찬가지로 람썬 봉기에 가담하지 않았다. 단지 황족이라는 점 때문에 규국공(葵國公)으로 추봉되었으며 생전 여씨애(黎氏愛)와의 사이에서 레토를 낳았다. 레토는 영종의 증조부이다.
1556년, 영종이 즉위하자 레캉을 현공공간왕(顯功恭簡王)으로 추존했고 능호를 봉촌릉(俸村陵)이라 하였으며 여씨애를 돈의태비(敦懿太妃)로 추존하였다.

## 참고
- 黎康